# .mc
Pour les articles homonymes, voir MC.
.mc est le domaine de premier niveau national (country code top level domain : ccTLD) réservé à la Principauté de Monaco. Le domaine a été introduit en 1998. Il est supervisé par la Direction des Plateformes et des Ressources Numériques.

## Éligibilité
Le domaine est soumis à une réglementation, les personnes ou entités suivantes peuvent demander à enregistrer ou renouveler un nom de domaine, :
- les personnes morales ayant leur siège, leur établissement principal ou un bureau administratif établi sur le territoire de la Principauté de Monaco ;
- les Ambassades, Consulats et autres représentations diplomatiques de la Principauté de Monaco à l’étranger ;
- les associations et autres organismes ou fondations monégasques ;
- les titulaires de marques monégasques déposées et/ou protégées en Principauté de Monaco ;
- les personnes physiques exerçant à titre indépendant une activité artisanale, commerciale, industrielle ou professionnelle dûment autorisée par décision du Ministre d’État ;
- les institutions et organismes publics de la Principauté de Monaco

## Domaine de deuxième niveau
| Domaine                | Statut |
| ---------------------- | ------ |
| .tm.mc                 | Fermé  |
| .asso.mc               | Fermé  |
| .dentiste.mc           | Fermé  |
| .consul.mc             | Fermé  |
| .experts-comptables.mc | Fermé  |
| .comptables-agrees.mc  | Fermé  |
| .architectes.mc        | Fermé  |
| .avocat.mc             | Fermé  |
| .notaire.mc            | Fermé  |

Après le 21 janvier 2020, l'enregistrement sous les domaines de deuxième niveau reconnus par la charte de nommage ne sont plus autorisés.